# Bruno Neves
Bruno Neves (Oliveira de Azeméis, 5 september 1981 – Amarante, 11 mei 2008) was een Portugees wielrenner. Hij was winnaar van enkele Portugese wedstrijden.

## Overlijden
Op 11 mei 2008 kwam Neves, die geen helm droeg, tijdens een afdaling in de Clasica de Amarante ten val waardoor hij ernstig letsel opliep, onder meer aan zijn hoofd. Hij overleed onderweg naar het ziekenhuis aan een hartstilstand. Onderzoek toont aan dat Neves deze hartstilstand tijdens het fietsen kreeg, met een valpartij als gevolg.

## Palmares
2004
2e etappe GP Barbot
Eindklassement GP Barbot
2005
3e etappe Volta a Terras de Santa Maria
3e etappe GP Abimota
9e etappe Ronde van Portugal
2006
Prémio de Abertura

### Resultaten in voornaamste wedstrijden
|      | \| Jaar \| \| WK op de weg \| \| ---- \| \| ------------ \| \| 2006 \| \| opgave \| \| 2007 \| \| opgave \| |              |
| Jaar | | WK op de weg |
| 2006 | | opgave       |
| 2007 | | opgave       |